# William Home Lizars
Pour les articles homonymes, voir Lizars.
William Home Lizars, né le 4 mai 1788 à Édimbourg où il est mort le 30 mars 1859, est un peintre et graveur écossais. 

## Biographie
Fils de Daniel Lizars Sr. et frère du chirurgien John Lizars (en), il est né à Édimbourg en 1788 et y a fait ses études secondaires. Sa sœur Jean (Jane) Home a épousé le naturaliste William Jardine. Son père était un éditeur et un graveur, ancien élève d'Andrew Bell. Lizars a d'abord été apprenti auprès de son père, de qui il a appris la gravure, puis est entré comme étudiant comme élève de John Graham à la Trustees' Academy (en) d'Édimbourg, où il était camarade de classe avec David Wilkie. 
De 1808 à 1815, Lizars expose fréquemment des portraits et des sujets sacrés et domestiques lors d'expositions à Édimbourg. En 1812, il envoie deux tableaux à la Royal Academy de Londres, Reading the Will et A Scotch Wedding. Ils sont de nos jours à la Galerie nationale d'Écosse à Édimbourg. 
Il grave The Ommeganck at Antwerp, d'après Gustave Wappers, pour la Royal Gallery of Art, et Puck and the Fairies, d'après Richard Dadd. Il grave également des planches de paysages écossais pour des publications, et les planches anatomiques de 1822 pour son frère John. 
Deux gravures d'églises de Lizars font partie des collections de la Royal Scottish Academy et un dessin au crayon, fait en 1815, représentant John Flaxman, est à la Scottish National Portrait Gallery. 
En 1812, à la mort de son père, Lizars doit poursuivre l'activité de gravure et d'impression sur cuivre afin de subvenir aux besoins de sa mère et de sa famille. Il emploie des artistes comme Horatio McCulloch et Daniel Macnee. Un autre employé est William Howison (en), connu pour ses gravures sur petites assiettes. 
Lizars rencontre Jean-Jacques Audubon à Édimbourg en octobre 1826, présenté par les naturalistes Patrick Neill et Prideaux John Selby. Commence alors une période intense où Lizars aide Audubon à rencontrer des sommités d'Édimbourg susceptibles de lui être utiles : Robert Jameson, David Brewster et James Wilson notamment. Lizars fait peindre un célèbre portrait d'Audubon (conservé de nos jours à la Maison-Blanche), par John Syme, dans son manteau en peau de loup, fin novembre ; et le jour suivant l'emmène rencontrer George Combe (en) et d'autres phrénologues. Lizars accepte de publier Les Oiseaux d'Amérique d'Audubon. Après un début prometteur, l'entreprise ne fonctionne pas et Audubon décide de déménager sa production à Londres. 
Au début des années 1830, Lizars est répertorié comme opérant à partir du 3 St James Square, à Édimbourg, le centre des imprimeurs à cette époque. Il y vivait encore à la fin de sa vie.
Lizars a mis au point une méthode de gravure qui remplissait les fonctions de la gravure sur bois, pour l'illustration des livres. Il meurt à Édimbourg le 30 mars 1859. Il est inhumé dans le cimetière de St Cuthbert à l'extrémité ouest de Princes Street. Son frère John Lizars, chirurgien (décédé en 1860) repose avec lui. La tombe se trouve sur le petit monticule, au sud-ouest de l'église.
Lizars a participé activement à la fondation de la Royal Scottish Academy.

## Galerie

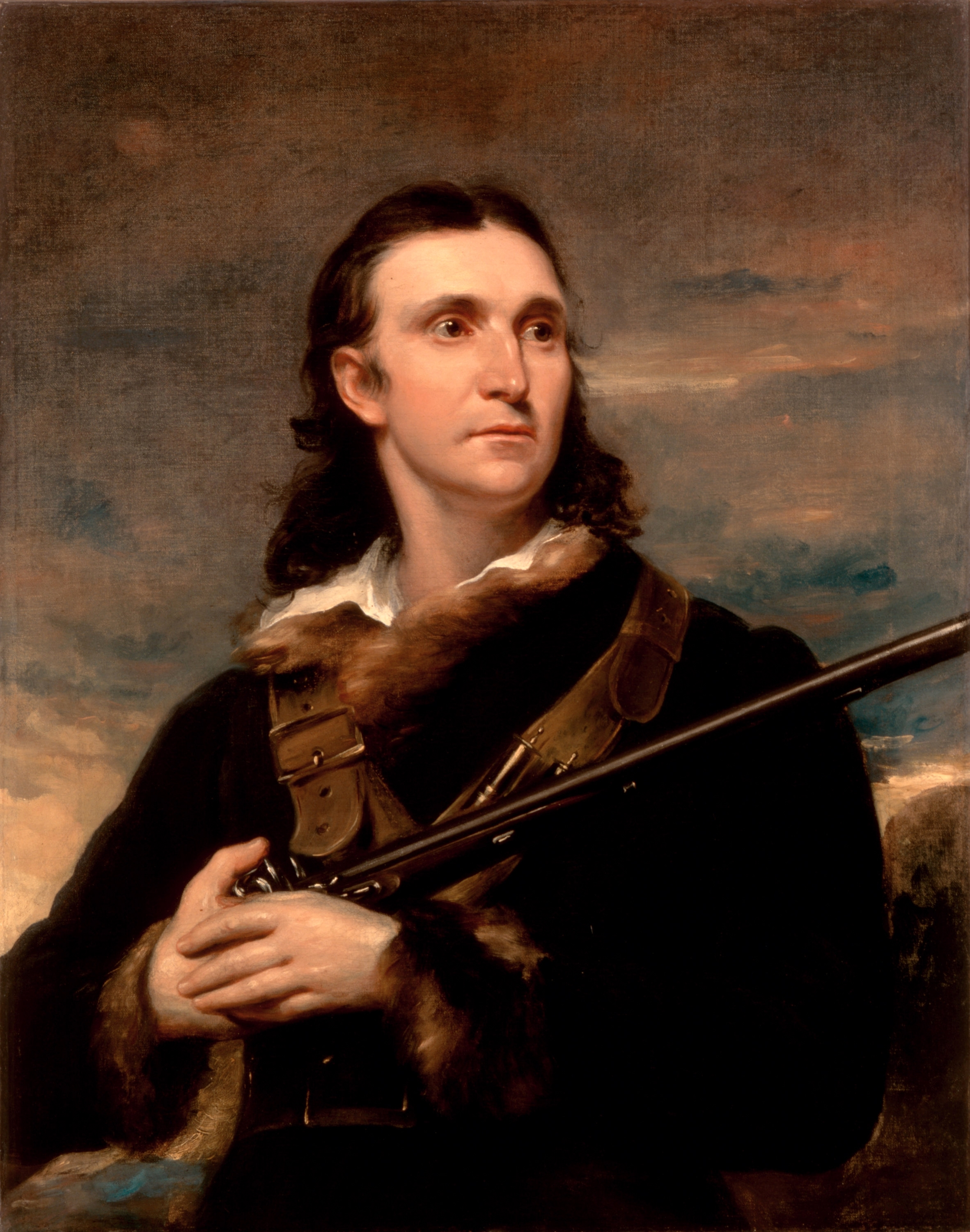
John James Audubon, 1826 portrait par John Syme, commandé par Lizars
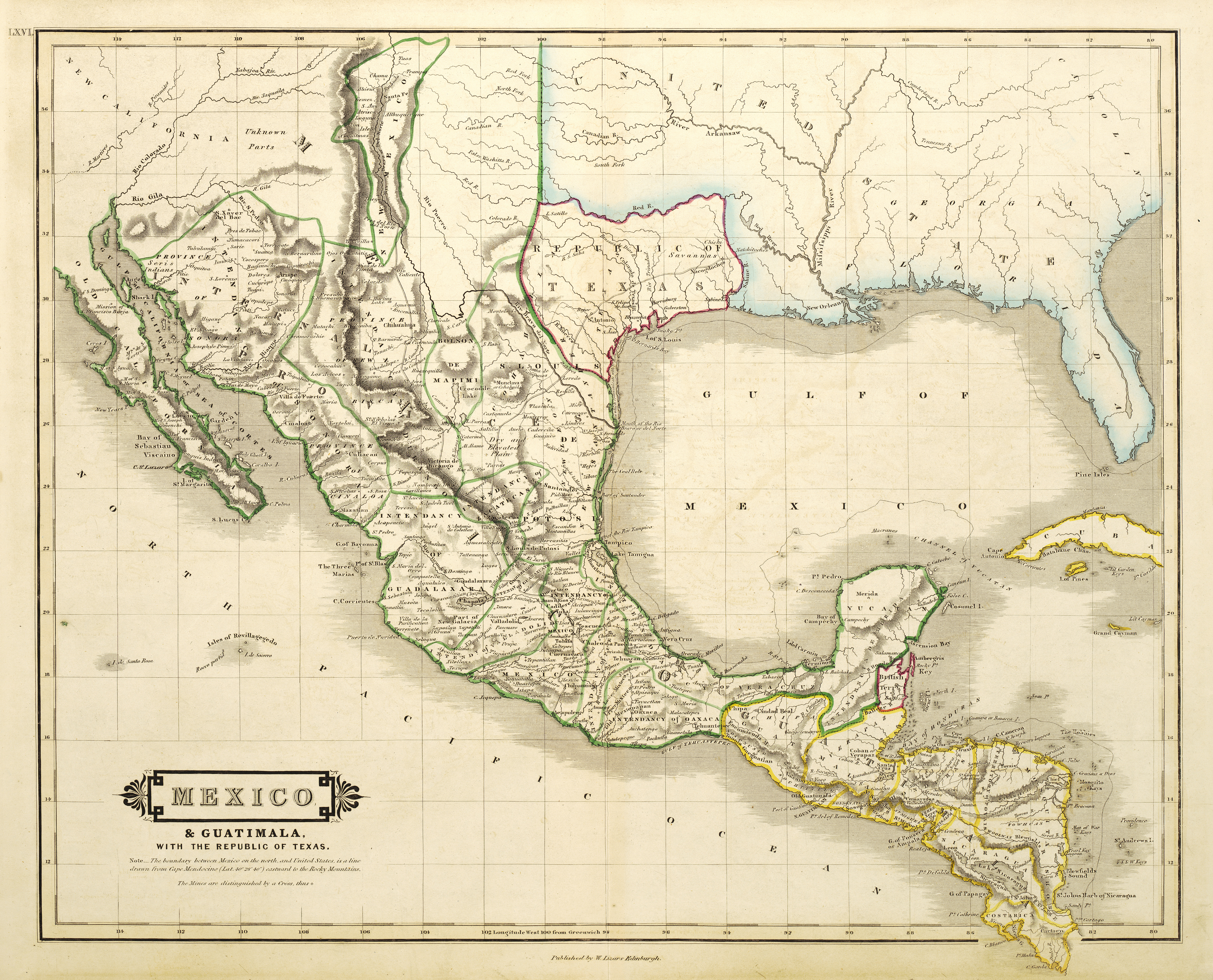
Plan Mexico & Guatimala gravé en 1836 par Lizars
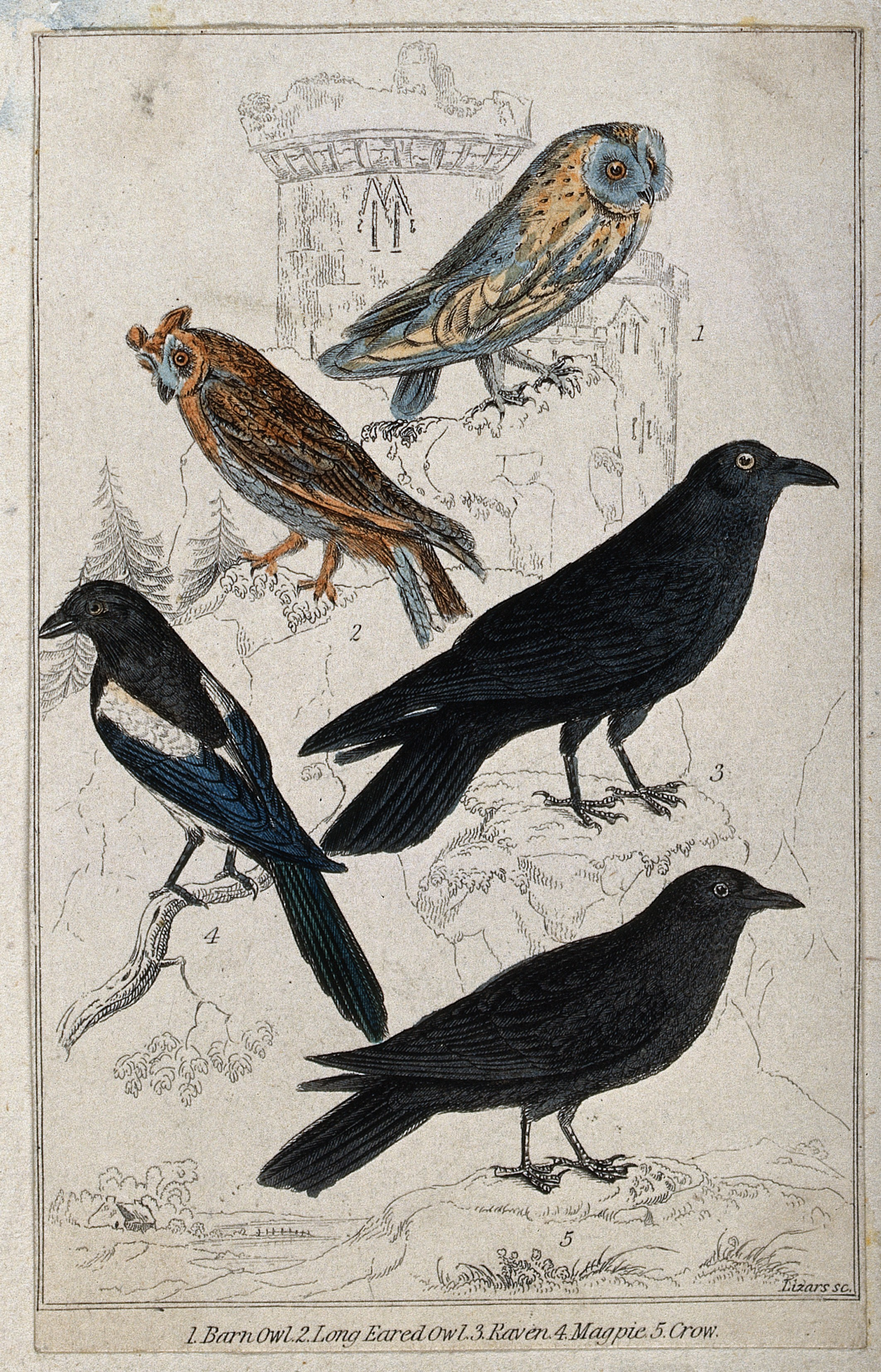
A barn owl, long eared owl, raven, magpie and crow, gravé par Lizars